# Позитивная экономическая теория
Позитивная экономическая теория (англ. positive economics) — наряду с нормативной экономической теорией, одна из двух основных экономических теорий.  Позитивная теория фокусируется на изучении фактического состояния экономики. 

## Определение
Позитивная экономическая теория — теория, которая изучает и объясняет наблюдаемые явления и события, устанавливает связи между ними.

## Отличия от нормативной экономической теории
Большей частью экономическая теория объясняет, как функционирует экономика, как общество решает ключевые экономические задачи. Она описывает, анализирует, но не дает рекомендаций. Подобный подход называют позитивным, а аналитическую часть экономической теории - позитивной экономической теорией. Так, позитивное утверждение является: «объем производства товаров и услуг сократился на 45%», а нормативное утверждение, что «объём производства следует увеличить».
В отличие от позитивной нормативная экономическая теория даёт рекомендации, рецепты действий, определяет какие конкретные условия или аспекты экономики желательны или нежелательны, даёт оценочное утверждение «что должно быть». Естественно, что это та часть экономической теории, которая вызывает наибольшие споры среди экономистов. Как только в утверждении возникают слова «должно» или «следует», то с большой уверенностью можно говорить, что перед нами нормативное утверждение.